# مروان محسن
مروان محسن (عربی: مروان محسن فهمي ثروت؛ زادهٔ ۲۶ فوریهٔ ۱۹۸۹) یک بازیکن فوتبال اهل مصر است.

## باشگاهی
از باشگاه‌هایی که در آن بازی کرده‌است می‌توان به ژیل ویسنته، باشگاه ورزشی اسماعیلی و باشگاه ورزشی الاهلی مصر اشاره کرد.

## تیم ملی
وی همچنین در تیم‌های ملی فوتبال زیر ۲۳ سال مصر و مصر بازی کرده است.